# Asociación de Mujeres Afectadas por Esterilizaciones Forzadas
Asociación de Mujeres Afectadas por Esterilizaciones Forzadas (AMPAEF), es una organización nacional que representa a las mujeres que fueron víctimas de esterilizaciones forzadas en diferentes provincias del Perú durante el segundo gobierno del presidente Alberto Fujimori, entre 1995 y 2001.

## La asociación AMPAEF

### Contexto histórico
En Perú durante los periodos de gobierno de Alberto Fujimori (1990-2000)  se llevó a cabo la promulgación de un Plan de salud pública, Programa Nacional de Salud Reproductiva y Planificación Familiar, del gobierno con el fin de autorizar la esterilización forzada de las mujeres con más de un hijo y en situación de pobreza, especialmente de zonas rurales, de comunidades indígenas, pero que abarcaba todo el mapa Perú, con edades comprendidas entre los 20 y 30 años. Estas intervenciones quirúrgicas se realizaron sin consentimiento, ni información y muchas veces con engaños, amenazas y amedrentamiento a las mujeres. Las víctimas, como consecuencia, han sufrido la discriminación de su familia y comunidad, y quedaron con secuelas físicas y psicológicas e incluso muertes, como fue el caso de María Mamérita Mestanza Chávez, que fue llevado ante la Comisión Interamericana de Derechos Humanos (CIDH).

### Fundación

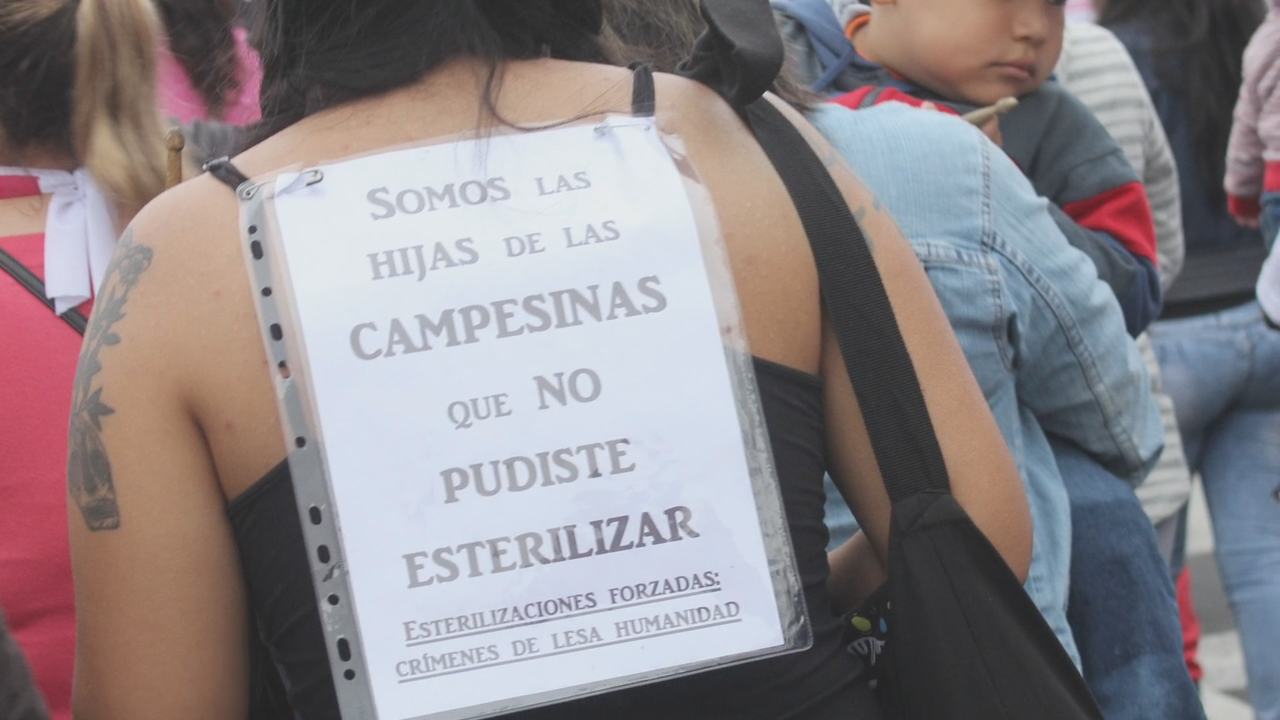

La Asociación AMPAEF se creó en Lima el 8 de febrero de 2016 y  desde sus inicios ha buscado buscado verdad, justicia y reparación para las víctimas por las esterilizaciones forzadas entre 1996 y 2000, fue el resultado de la unión de organizaciones de representes de víctimas de diferentes provincias, la Asociación Mujeres Afectadas por las Esterilizaciones Forzadas de Cusco, Asociación de Mujeres de la Provincia de Huancabamba (Amhba) de Piura y organizaciones de Junín, Ayacucho, Cajamarca, Huancavelica, San Martín, Lima y Callao. 
En la reunión constituyente de la asociación las mujeres reunidas acordaron:
Conformar una asociación de ámbito nacional, denominada Asociación de Mujeres Peruanas Víctimas de Esterilizaciones Forzadas.
Nombramiento de la Junta directiva, que quedó constituida por: presidenta Rute Zúñiga Cáceres, vicepresidenta: Esperanza Huayama Aguirre, secretaria de Organización: Herlinda Zurita, secretaria de Economía: Maximiliana Quillahuaman, Fiscal: Demetria Molina, Vocal: Maruja Alberca Peña.
Entregar un Memorial a la fiscalía y una acción pública de protesta por la ampliación del plazo solicitado por la fiscalía

Departamentos del Perú

La asociación durante los años que ha llevado funcionando ha tenido que enfrentarse con problemas, que van desde la negación de los hechos a no permitir la presentación de las denuncias por parte de las autoridades locales. La labor de la asociación ha logrado conseguir apoyos para exigir justicia para las más de trescientas mil víctimas.

## Objetivos
La AMPAEF reclama y pretende conseguir una política de Memoria y Dignidad que reconozca lo sucedido a nivel personal, familiar y comunitario.
- Buscan la verdad, como derecho a saber, ¿Qué pasó? ¿Cómo pasó? ¿Quiénes fueron los responsables?
- Justicia para acabar con la impunidad de los agresores, que sean juzgados y castigados por la violación de derechos humanos.

- Las reparaciones integrales a todas las víctimas, mediante la restitución, cuando sea posible, indemnización, reconocimiento de los hechos y del daño producido con el fin de que no se vuelvan a repetir los hechos.
- Que el gobierno del Perú actual responda sobre las demandas del pago por el Estado, de reparaciones a las víctimas.

- Continuar con el apoyo de defensa pública,

- Realizar la traducción en quechua y acceso a medios virtuales.

- Seguir luchando para que su voz de las mujeres afectadas se escuche y no se olvide lo sucedido.

## El Juicio
El 2015 se consiguió crear el Registro de Víctimas de Esterilización Forzada (REVIESFO).
“Quienes se han inscrito en el REVIESFO se encuentran dentro del universo de personas que se consideran víctimas de esterilización forzada. Pueden acceder a asesoría y patrocinio legal gratuito a cargo de la defensa pública; contar con atención integral preferencial en salud a través del Sistema Integral de Salud, y obtener atención psicológica y asistencia social en los Centros de Emergencia Mujer del Ministerio”
Sin embargo, no es necesario estar inscrito para recibir el apoyo de una defensa pública.

### Cronología
En el año 2000 se hizo una primera investigación y se concluyó que fueron más de 300 mil esterilizaciones en mujeres y 22 mil en varones.
La primera denuncia que se presentó fue en el año 2003.
En el 2018, durante el gobierno de Martín Vizcarra, se planteó la denuncia ante el Poder Judicial y se presentaron 182 pruebas de convicción.  El Poder Judicial empleó 3 años para estudiar los expedientes.
Durante 16 años de investigación en la Fiscalía de la Nación, el caso fue archivado cinco veces y reabierto otras tantas.
El 11 de diciembre de 2021 se declaró abierta la investigación judicial, el juez Rafael Martínez dio luz verde al juicio contra el expresidente Alberto Fujimori.
El juicio se lleva a cabo por delito contra el cuerpo y la salud con consecuencia de muerte en varios casos, e  incluye a los exministros de Salud fujimoristas Alejandro Aguinaga, Marino Costa y Eduardo Yong y a otros funcionarios de rango inferior.